# Hermine Küchenmeister-Rudersdorf

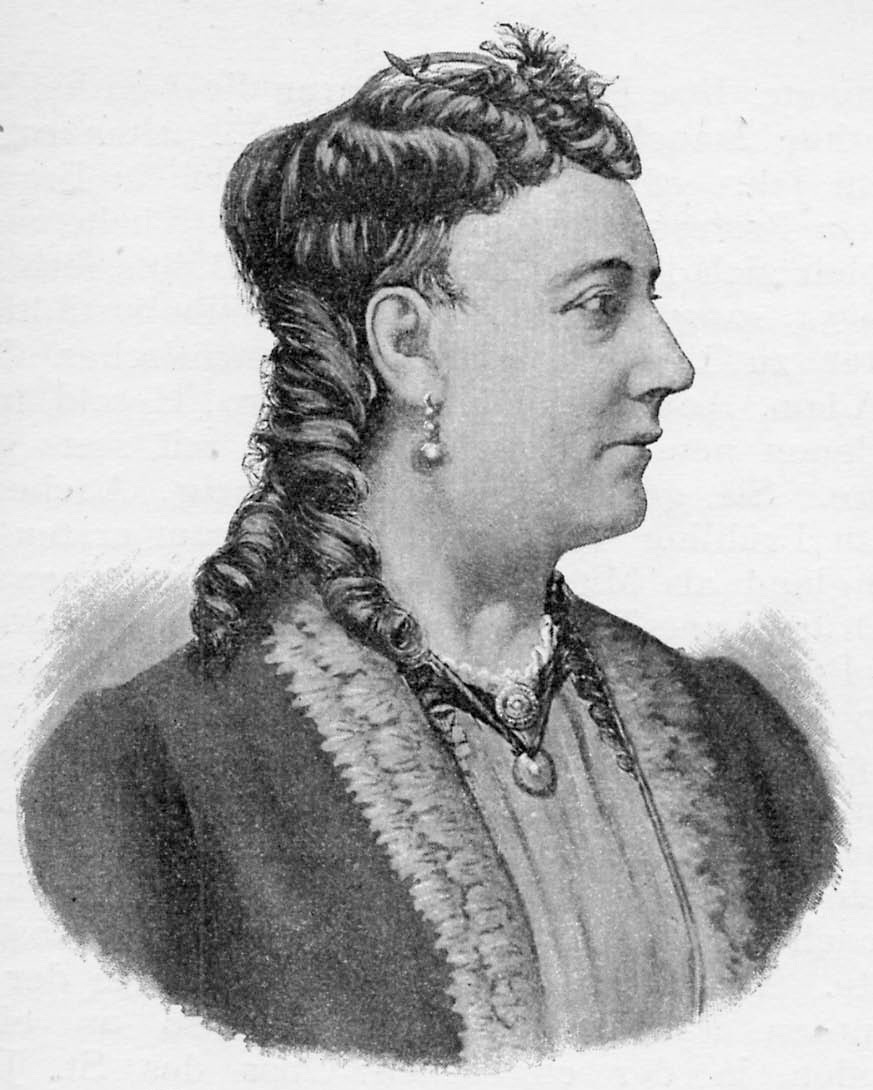
Hermine Rudersdorf

Hermine Küchenmeister-Rudersdorf, geborene Hermine Rudersdorf, auch Rudersdorff (30. Novemberjul. / 12. Dezember 1822greg. in Ivanowsky, Russisches Kaiserreich – 25. Februar 1882 in Boston, USA) war eine deutsche Sängerin und Gesangspädagogin.

## Leben
Hermine Rudersdorf war die Tochter des in Österreich, Russland, Deutschland und Irland wirkenden Geigenvirtuosen Josef Rudersdorff (1799–1866). Nach der Rückkehr ihrer Familie nach Deutschland nahm sie in Hamburg Gesangsunterricht bei Marianne Sessi sowie später in Paris bei Barthe Benderali und Giovanni Marco Bordogni. Sie debütierte erfolgreich in Irland. Das für eine Opernsängerin obligate Studium fremder Sprachen weckte jedoch wissenschaftliche Ambitionen in ihr, zeitweise überlegte sie sogar ein Studium an der Universität Jena. Nur mühsam konnten ihre Eltern sie davon überzeugen, ihr großes Gesangstalent nicht zu verschwenden und eine musikalische Karriere einzuschlagen. Sie vervollständigte ihre Gesangsausbildung schließlich bei Alexandre Micheroux in Mailand.
Von Mailand aus kam sie 1841 nach Deutschland, wo sie zunächst in verschiedenen größeren Städten Konzerte gab. Im November 1841 begann sie ihre Opernkarriere als Elvira in I puritani von Vincenzo Bellini am Karlsruher Hoftheater. Von 1842 bis 1844 sang sie mit großem Erfolg in Frankfurt am Main. Als sie dort 1844 den Mathematiker und angesehenen Lehrer Küchenmeister heiratete, wollte sie sich von der Bühne zurückziehen. Abermals musste sie von den Eltern dazu überredet werden, ihre Karriere weiter zu verfolgen. Von 1844 bis 1846 trat sie in Mannheim auf, von 1846 bis 1848 in Breslau, von 1848 bis 1850 am Hoftheater in Dresden. In der Folgezeit absolvierte größere Gastspiele und war von 1851 bis 1854 Mitglied des Friedrich-Wilhelmstädtischen Theaters in Berlin.
Danach zog sie sich zumindest von der großen Opernbühne zurück und trat ausschließlich als Konzertsängerin – überwiegend im Vereinigten Königreich – auf, wobei sie weiterhin große Erfolge feierte. 1878 übersiedelte sie in die Vereinigten Staaten und ließ sich in New York City als Gesangslehrerin nieder. Sie starb 1882 in Boston.